# Світле (Берестинський район)
Сві́тле — село в Україні, у Берестинському районі Харківської області. Населення становить 111 осіб.

## Географія
Село Світле знаходиться на відстані 5 км від річки Берестовенька. На відстані 1 км розташоване село Хрестище. Поруч проходить автомобільна дорога М18 (E105)).

## Історія
- 1828 — дата заснування.

Колишній орган місцевого самоврядування — Кирилівська сільська рада.

## Населення
Згідно з переписом УРСР 1989 року чисельність наявного населення села становила 110 осіб, з яких 39 чоловіків та 71 жінка.
За переписом населення України 2001 року в селі мешкало 113 осіб.

### Мова
Розподіл населення за рідною мовою за даними перепису 2001 року:
| Мова       | Відсоток |
| ---------- | -------- |
| українська | 87,39 %  |
| російська  | 11,71 %  |
| інші       | 0,90 %   |